# Euxoa diluta
Euxoa diluta är en fjärilsart som beskrevs av Karl Schawerda 1928. Euxoa diluta ingår i släktet Euxoa och familjen nattflyn. Inga underarter finns listade i Catalogue of Life.